# Will Sawin
William F. Sawin (ur. w październiku 1993 w Malden) – amerykański matematyk, od 2024 profesor Uniwersytetu Princeton. Specjalizuje się w analitycznej teorii liczb.

## Życiorys
Urodził się w Malden w stanie Massachusetts w październiku 1993. Był cudownym dzieckiem, w wieku dziesięciu lat zaczął brać udział w zajęciach na Uniwersytecie Yale. W 2011 r. otrzymał jednocześnie świadectwo ukończenia szkoły średniej oraz dyplom licencjata z matematyki i ekonomii. Następnie przeniósł się na Uniwersytet Princeton, gdzie zajął się teorią liczb i geometrią algebraiczną. Tam też w 2016 uzyskał stopień doktora, pisząc rozprawę pod kierunkiem Nicka Katza. 
Po odbyciu dwuletniego stażu podoktorskiego na Politechnice Federalnej w Zurychu, w 2018 rozpoczął pracę na Uniwersytecie Columbia. W 2024 został profesorem na Uniwersytecie Princeton. 
Swoje prace publikował m.in. w „Journal of Number Theory”, „Transactions of the American Mathematical Society”, „Forum of Mathematics, Sigma”, „Duke Mathematical Journal”, „Mathematische Annalen” oraz najbardziej prestiżowych czasopismach matematycznych świata: „Annals of Mathematics”,  „Inventiones Mathematicae” i „Journal of the American Mathematical Society”.
W 2021 otrzymał SASTRA Ramanujan Award.